# 大村和輝
大村 和輝（おおむら かずき）は、NHKのアナウンサー。

## 人物
埼玉県狭山市出身。慶應義塾大学大学院メディアデザイン研究科卒業。一般企業を経て、2018年入局。山口放送局でデビュー。

## 嗜好・挿話
- 学生時代、膝を負傷し2年間サッカーができなかった時期がある[4]。
- 高校スポーツの強豪が多い石川県に以前から興味を示していた[1]。
- セパタクローU-23日本代表に選ばれたことがある[5]。
- 学生時代、各年代でキャプテンを務めていた[3]。

## 出演
太字は現在出演（担当）中。

### 山口放送局時代（2018年度 - 2021年6月）
- どーも、NHK（2018年6月3日）- 新人お披露目
- 各種スポーツ中継
- 山口県のニュース・中継・リポート
- 情報維新!やまぐち（不定期：リポーター及び北野剛寛のキャスター代行など）
- やまぐち845
- あさイチ（みんなでシェア旅 山口県:2021年2月25日）

### 金沢放送局時代（2021年7月 - 2024年度）
- 各種スポーツ中継
- 第105回全国高等学校野球選手権大会（阪神甲子園球場）ふるさとリポーター
- 第96回選抜高等学校野球大会（阪神甲子園球場）日本航空石川　対　常総学院（2024年3月25日）
- 全日本ブレイキン選手権（NHKホール）優勝インタビュー（2025年2月16日）
- 石川県のニュース・中継・リポート
  - ニュースいしかわ845
- かがのとイブニング（不定期：ニュースリーダー、リポーター及び松岡忠幸・浅野達朗のキャスター代行など）
- ウィークエンド中部 - 北陸7Daysキャスター (不定期:2023年9月以降は浅野達朗のキャスター代行）

### 徳島放送局時代（2025年度 -）
・徳島県のニュース
・とく6徳島（不定期:中継、スポーツキャスター及び藤原陸遊のキャスター代行など。）
・とくしまニュース845・645（不定期）